# Мигел да Паш
Миге́л да Паш де Ави́с и Араго́н (порт. Miguel da Paz de Avis y Aragón), также Миге́л Португа́льский (исп. Miguel de la Paz de Portugal, 23/24 августа 1498 года, Сарагоса — 19/20 или 29 июля 1500 года, Гранада) — наследный принц Португалии, Арагона и Кастилии. Единственный ребёнок короля Португалии Мануэла I и его первой жены Изабеллы Арагонской, которая на момент рождения Мигела являлась наследницей Католических королей.

## Биография
Мигел да Паш родился в Сарагосе 23 или 24 августа 1498 года в семье португальского короля Мануэла I и его первой жены Изабеллы Арагонской. По отцу мальчик был внуком Фернанду Португальского, герцога Визеу, и Беатрис Португальской (оба они были потомками короля Португалии Жуана I и Филиппы Ланкастерской); по матери — Католических королей Фердинанда II Арагонского и Изабеллы I Кастильской.
Прозвище Мигела da Paz в переводе с португальского означает «мирный»; такое прозвище было дано мальчику при крещении в знак мира между тремя королевствами. На момент рождения Мигела его мать была наследницей Кастильского и Арагонского королевства, однако последнее отошло бы ей после смерти отца только в случае отсутствия у принцессы наследников мужского пола. Изабелла скончалась в течение часа после рождения сына, вероятно, из-за постоянных постов и самобичевания или же из-за частых поездок на поздних сроках беременности.
Сразу после рождения Мигел получил титулы наследника Кастильского и Арагонского королевств, а 7 марта 1499 года он был официально назван наследником Португалии. С рождения Мигел был передан на попечение своих испанских деда и бабки, Фердинанда II и Изабеллы I, и оставался с ними вплоть до своей смерти в 1500 году. Мальчик умер на руках у Изабеллы I 19, 20 или 29 июля в Гранаде и был похоронен рядом с матерью в монастыре Санта-Исабель в Толедо, затем перезахоронен в Королевской капелле Гранады. Причина смерти неизвестна.
После смерти Мигела наследницей Кастильской и Арагонской корон стала старшая из трёх тёток мальчика, Хуана I Безумная, а предполагаемой наследницей Португалии — старшая сестра Мануэла I и бывшая королева Леонора Ависская. Мануэл I женился во второй раз: его избранницей стала другая тётка Мигела, Мария Арагонская, которая стала матерью двух португальских королей — Жуана III и Энрике I.
Когда Мануэл I женился на Изабелле Арагонской, он рассчитывал получить в свои руки Арагонский и Кастильский престолы и, таким образом, объединить Иберийские королевства под своим правлением, а затем и под правлением сына. Однако смерть жены, а затем и сына не позволила португальскому королю осуществить свои планы.